# Deborah Levi
Deborah Levi (ur. 28 sierpnia 1997 w Dillenburgu) – niemiecka bobsleistka, mistrzyni olimpijska z Pekinu 2022, mistrzyni Europy i mistrzyni świata juniorek.
Startuje w dwójkach kobiet w parze z Laurą Nolte. Mieszka we Frankfurcie nad Menem.

## Udział w zawodach międzynarodowych
| Impreza                     | Rok  | Gospodarz            | Konkurencja | Miejsce |                      |      |       |        |      |
| --------------------------- | ---- | -------------------- | ----------- | ------- | -------------------- | ---- | ----- | ------ | ---- |
| Impreza                     | Rok  | Gospodarz            | Konkurencja | Miejsce | Igrzyska olimpijskie | 2022 | Pekin | dwójki | 01 ! |
| Mistrzostwa świata          | 2021 | Altenberg            | dwójki      | 03 !    |                      |      |       |        |      |
| Mistrzostwa Europy          | 2021 | Winterberg           | dwójki      | 01 !    |                      |      |       |        |      |
| Mistrzostwa Europy          | 2022 | Sankt Moritz         | dwójki      | 03 !    |                      |      |       |        |      |
| Mistrzostwa świata juniorów | 2019 | Schönau am Königssee | dwójki      | 4.      |                      |      |       |        |      |
| Mistrzostwa świata juniorów | 2021 | Sankt Moritz         | dwójki      | 01 !    |                      |      |       |        |      |